# TMS Entertainment
TMS Entertainment, Ltd. (яп. 株式会社トムス　エンタテインメント кабусики-гайся томусу энтатэйммэнто), ранее Tokyo Movie Shinsha (яп. 東京ムービー新社 То:кё: му:би: синся), также известная как TMS-Kyokuchi, — японская анимационная студия, подразделение Sega Sammy. Основанная в октябре 1946 года, TMS является одной из старейших и крупнейших студий Японии. Работала над большим количеством мультфильмов в сотрудничестве с компаниями Франции, США (в частности, Walt Disney Television Animation), Италии. Официальным названием является «TMS Entertainment, Ltd.», но как самоназвание используется Tokyo Movie (яп. 東京ムービー то:кё: му:би:).

## Список работ

### Сериалы

#### 1960-е
- Big X (август–октябрь 1964 г.)
- Obake no Q-taro (1965—1967)
- Perman (1967—1968)
- Kyojin no Hoshi (первая экранизация; 1968–1971)
- Kaibutsu-kun (1968–1969)
- Umeboshi Denka (01.04.1969–23.09.1969)
- Roppō Yabure-kun (28.04.1969–26.09.1969)
- Moomin (1969–1970)
- Attack No. 1 (1969–1971)

#### 1970-е
- Chingō Muchabe (снят в 1967 году, но транслировался в феврале и марте 1971 г.)
- Shin Obake no Q-Taro (1971–1972)
- Tensai Bakabon (первая экранизация; 1971–1972)
- Lupin III (первая экранизация; 1971–1972)
- Akadō Suzunosuke (1972–1973)
- Dokonjou Gaeru (первая экранизация; 1972–1974)
- Jungle Kurobe (март–сентябрь 1973 г.)
- «Дораэмон» (апрель–сентябрь 1973г.)
- Arano no Isamu (1973–1974)
- Karate Baka Ichidai (1973–1974)
- Ace wo Nerae! (первая экранизация; 1973–1974)
- Samurai Giants (1973–1974)
- Judo Sanka (август–сентябрь 1974 г.)
- Hajime Ningen Gyatruz (1974–1976)
- Ganba no Bōken (апрель–сентябрь 1975 г.)
- Gensō Tensai Bakabon (1975–1977)
- Hana no Kakarichō (1976—1977)
- Shin Kyōjin no Hoshi (1977–1978)
- Hyouga Senshi Guyslugger (совместно с Toei Animation; частичный ремейк Cyborg 009; апрель – август 1977 г.)
- «Реми» (на основе книги Гектора Мало «Без семьи»; 1977–1978)
- Shin Lupin III (1977—1980)
- Treasure Island (1978–1979)
- Shin Ace o Nerae! (1978–1979)
- Shin Kyōjin no Hoshi 2 (март–сентябрь 1979 г.)
- Versailles no Bara (1979–1980)

#### 1980-е
- Mū no Hakubai (апрель–сентябрь 1980 г.)
- Taiyo no Shisha Tetsujin 28-go (1980–1981)
- Ashita no Joe 2 (1980–1981)
- Ohayo! Spank (1981–1982)
- Shin Dokonjō Gaeru (1981–1982)
- Acrobunch (совместное производство с Kokusai Eigasha)
- Ulysses 31 (совместно с французской компанией DiC; во Франции транслировался с сентября 1981 года, в США — в 1986 году, в Японии первые 12 серий показали лишь в феврале 1988 года)
- Rokushin Gattai God Mars (1981–1982)
- Jarinko Chie (1981—1983)
- Donde Monpe (1982–1983)
- Ninjaman Ippei (октябрь–декабрь 1982 г.)
- Space Cobra (1982–1983)
- Perman (вторая экранизация; совместно с Shin-Ei Animation; 1983—1985)
- Lady Georgie (1983–1984)
- Chou Jikuu Seiki Orguss (1983–1984)
- Cat’s Eye (первая экранизация) (1983–1984)
- Lupin III Part 3 (1984–1985)
- God Mazinger (апрель – сентябрь 1984 г.)
- Cat’s Eye (1984–1985)
- «Великий детектив Холмс» (1984–1985)
- Onegai! Samia Don (по мотивам книги Эдит Несбит «Пятеро детей и Оно»; 1985—1986)
- Robotan (январь – сентябрь 1986 г.)
- Honey Bee in Toycomland (в оригинале Bug-tte Honey; 1986—1987)
- Anpanman (1988–н. в.)

#### 1990-е
- Ochame na Futago: Clare Gakuin Monogatari (1991)
- Kikyu Hasshin Saver Kids (1992)
- Ozanari Dungeon (сентябрь–декабрь 1991 г.)
- Jarinko Chie: Chie-chan Funsenki (1991–1992)
- Watashi to Watashi: Futari no Lotte (на основе книги «Двойная Лоттхен» Эриха Кестнера; 1991–1992)
- Tetsujin 28-go FX (1992–1993)
- A Dog of Flanders (на основе романа Уиды «Нелло и Патраш»; 1992–1993)
- Red Baron (1994–1995)
- Mahō Kishi Rayearth (2 сезона; 1994–1995)
- Virtua Fighter (экранизация одноимённой видеоигры; 1995–1996)
- Kaito Saint Tail (1995–1996)
- Detective Conan (08.01.1996–н. в.)
- B’t X (апрель–сентябрь 1996 г.)
- Wankorobe (1996—1997)
- Devil Lady (1998—1999)
- Monster Farm: Enbanseki no Himitsu (1999–2000)
- Shūkan Storyland (1999–2001)
- Gozonji! Gekko Kamen-kun (1999–2000)
- Karakurizoshi Ayatsuri Sakon (1999–2000)

#### 2000-е
- Monster Farm: Densetsu e no Michi (апрель–сентябрь 2000 г.)
- Tottoko Hamutaro (2000–2006)
- Shin Megami Tensei: Devil Children (первый сезон; 2000–2001)
- Project ARMS (2001–2002)
- Patapata Hikōsen no Bōken (совместно со своей дочерней студией Telecom Animation Film; январь–июнь 2002 г.)
- Tenshi Na Konamaiki (2002–2003)
- Kyojin no Hoshi Tokubetsu-hen: Mouko Hanagata Mitsuru (2002–2007, OVA)
- «Соник Икс» (2003–2004)
- Takahashi Rumiko Gekijou (июль–сентябрь 2003 г.)
- Kousetsu Hyaku Monogatari (октябрь–декабрь 2003 г.)
- Ningyo no Mori (октябрь–декабрь 2003 г.)
- PoPoLoCrois (второй сезон; 2003–2004)
- «Моя малышка» (апрель–октябрь 2004 г.)
- Monkey Punch Manga Katsudou Daishashin (Mankatsu) (2004–2005)
- Gallery Fake (январь–сентябрь 2005 г.)
- Buzzer Beater (февраль–апрель 2005 г.)
- Garasu no Kamen (2005–2006)
- «Снежная королева» (2005–2006)
- Fighting Beauty Wulong (2005—2006)
- Mushiking: King of the Beetles (2005—2006)
- Angel Heart (2005–2006)
- D.Gray-man (2006—2008)
- «Сильнейший в истории ученик Кэнити» (2006–2007)
- Pururun! Shizuku-Chan (два сезона; 2006–2008)
- «Отчаянные бойцы Бакуган» (совместно с Japan Vistek; 2007–2008)
- Kaze no Shoujo Emily (по мотивам романа Люси мод Монтгомери «Эмили из Молодого Месяца»; апрель–сентябрь 2007 г.)
- Noramimi (2008)
- Itazura na Kiss (апрель–сентябрь 2008 г.)
- Telepathy Shōjo Ran (июнь–декабрь 2008 г.)
- Live On CardLiver Kakeru (2008)
- Bakugan Battle Brawlers: New Vestroia (совместно с Japan Vistek; 2009–2010)
- Mamegoma (2009)
- Genji Monogatari Sennenki (2009)

#### 2010-е
- Bakugan: Gundalian Invaders (совместно с Japan Vistek; 2010—2011)
- Hime Chen! Otogi Chikku Idol Lilpri (2010)
- Cardfight!! Vanguard (2011—2012)
- Bakugan: Mechtanium Surge (совместно с Japan Vistek; 2011—2012)
- Sengoku Otome: Momoiro Paradox (2011)
- Lupin the Third: Mine Fujiko to Iu Onna (2012)
- Zetman (2012)
- ReLIFE (2016)
- Orange (2016)
- Nana Maru San Batsu (2017)
- Hachigatsu no Cinderella Nine (2019)

#### 2020-е
| Год  | Название                             | Режиссер        | Дата начала трансляции | Дата окончания трансляции | Эпизоды | Примечания                                      |
| ---- | ------------------------------------ | --------------- | ---------------------- | ------------------------- | ------- | ----------------------------------------------- |
| 2020 | Bakugan: Armored Alliance            | Кадзуя Итикава  | 3 апреля 2020 г.       | 26 марта 2021 г.          | 52      | Продолжение Bakugan: Battle Planet.             |
| 2020 | Корзинка фруктов 2                   | Ёсихидэ Ибата   | 7 апреля 2020 г.       | 22 сентября 2020 г.       | 25      | Продолжение Корзинка фруктов (2019).            |
| 2020 | Rent-A-Girlfriend                    | Кадзуоми Кога   | 11 июля 2020 г.        | 26 сентября 2020 г.       | 12      | На основе манги Рэйдзи Миядзимы.                |
| 2021 | Dr. Stone: Stone Wars                | Синъя Ино       | 14 января 2021 г.      | 25 марта 2021 г.          | 11      | Продолжение Dr. Stone.                          |
| 2021 | Shakunetsu Kabaddi                   | Кадзуя Итикава  | 3 апреля 2021 г.       | 19 июня 2021 г.           | 12      | На основе манги Хадзимэ Мусасино.               |
| 2021 | Megalobox 2: Nomad                   | Ё Морияма       | 4 апреля 2021 г.       | 27 июня 2021 г.           | 13      | Продолжение Megalobox                           |
| 2021 | Корзинка фруктов: Финал              | Ёсихидэ Ибата   | 6 апреля 2021 г.       | 29 июня 2021 г.           | 13      | Продолжение Корзинка фруктов 2.                 |
| 2021 | Seirei Gensouki: Spirit Chronicles   | Осаму Ямасаки   | 6 июля 2021 г.         | 21 сентября 2021 г.       | 12      | На основе ранобэ Юри Китаямы.                   |
| 2021 | Lupin III: Part 6                    | Эйдзи Суганума  | 17 октября 2021 г.     | 27 марта 2022 г.          | 24      | Продолжение Lupin III: Part 5                   |
| 2022 | Detective Conan: Zero's Tea Time     | Сатору Косака   | 5 апреля 2022 г.       | 10 мая 2022 г.            | 6       | Спин-офф Detective Conan.                       |
| 2022 | Rent-A-Girlfriend 2                  | Кадзуоми Кога   | 2 июля 2022 г.         | 17 сентября 2022 г.       | 12      | Продолжение Rent-A-Girlfriend.                  |
| 2022 | Detective Conan: The Culprit Hanzawa | Акитаро Даити   | 4 октября 2022 г.      | 20 дек. 2022 г.           | 12      | Спин-офф Detective Conan.                       |
| 2022 | Yowamushi Pedal: Limit Break         | Осаму Набэсима  | 9 октября 2022 г.      | 26 марта 2023 г.          | 25      | Продолжение Yowamushi Pedal: Glory Line.        |
| 2023 | Dr. Stone: New World                 | Сюхэй Мацусита  | 6 апреля 2023 г.       | 15 июня 2023 г.           | 11      | Продолжение Dr. Stone: Stone Wars.              |
| 2023 | Rent-A-Girlfriend 3                  | Унэ Синъя       | 8 июля 2023 г.         | 30 сентября 2023 г.       | 12      | Продолжение Rent-A-Girlfriend 2.                |
| 2023 | Dr. Stone: New World Part 2          | Сюхэй Мацусита  | 12 октября 2023 г.     | 21 декабря 2023 г         | 11      |                                                 |
| 2024 | Rinkai!                              | Такааки Исияма  | 9 апр. 2024 г.         | 25 июня 2024 г            | 12      |                                                 |
| 2024 | Seirei Gensouki: Spirit Chronicles 2 | Осаму Ямасаки   | 8 октября2024 г.       | 24 декабря 2024 г.        | 12      | Продолжение Seirei Gensouki: Spirit Chronicles. |
| 2025 | Dr. Stone: Science Future            | Сюхэй Мацусита  | 9 января 2025 г.       | 27 марта 2025 г.          | 12      | Продолжение Dr. Stone: New World                |
| 2025 | Дни Сакамото                         | Масаки Ватанабэ | 11 января 2025 г.      | 22 марта 2025 г.          | 11      | На основе манги Юто Судзуки.                    |
| 2025 | Rent-A-Girlfriend 4                  | Кадзуоми Кога   | 5 июля 2025 г.         | 20 сентября 2025 г.       | 12      | Продолжение Rent-A-Girlfriend 3.                |
| 2025 | Dr. Stone: Science Future Part 2     | Сюхэй Мацусита  | 10 июля 2025 г.        | 25 сентября 2025 г.       | 12      |                                                 |
| 2025 | Дни Сакамото. Часть 2                | Масаки Ватанабэ | 15 июля 2025 г.        | 23 сентября 2025 г.       | 11      | Продолжение Дни Сакамото.                       |
| 2026 | Ao Ashi 2                            | TBA             | TBA                    | TBA                       | TBA     | Продолжение Ao Ashi.                            |

### Полнометражные фильмы
- «Панда большая и маленькая» (1972)
- «Панда большая и маленькая: Дождливый день в цирке» (1973)
- Lupin III
  - Lupin tai Clone Ningen (1978)
  - Cagliostro no Shiro (1979)
  - Babylon no Ōgon no Densetsu (1985)
  - Kutabare! Nostradamus (1995)
  - Dead or Alive (1996)
- Ace wo Nerae! (сентябрь 1979 г.)
- Ganbare!! Tabuchi-kun (ноябрь 1979 г.)
- Ganbare!! Tabuchi-kun: Gekitō Pennant Race (май 1980 г.)
- Makoto-chan (июль 1980 г.)
- Gabanbare!! Tabuchi-kun: Aa Tsuppari Jinsei (декабрь 1980 г.)
- Jarinko Chie (апрель 1981 г.)
- Manzai Taikōki (ноябрь 1981 г.)
- Ohayo! Spank (март 1982 г.)
- Space Cobra (июль 1982 г.)
- Rokushin Gattai God Mars (декабрь 1982 г.)
- The Professional: Golgo 13 (1983)
- Bug-tte Honey: Megaromu Shōjo Mai 4622 (1987)
- «Акира» (1988)
- Robotan and Onegai! Samia Don (совместный показ с фильмом об Ампанмэне; март 1989 г.)
- Фильмы-ежегодники об Ампанмэне (с 1989 г.)
- Little Nemo (японский прокат с июля 1989 г., североамериканский прокат в 1992 г.)
- Oji-san Kaizō Kōza (1990)
- Ganba to Kawaun no Bōken (1991)
- Kaiketsu Zorori: «Mahō Tsukai no Deshi» и «Dai Kaizoku no Takara Sagashi» (совместный показ с фильмом об Ампанмэне; 1993)
- Фильмы-ежегодники о детективе Конане (с 1997 г.)
- Shin Kyūseishu Densetsu Hokuto no Ken (2006—2008)
  - Raō Den: Jun’ai no Shō (2006)
  - Raō Den: Gekitō no Shō (2007)
  - Zero: Kenshirō Den (2008)
- Oshare Majo: Love and Berry (2007)

### Телевизионные фильмы и спецвыпуски
- Bōchan (июнь 1980 г.)
- 24 no Hitomi (октябрь 1980 г.)
- Sugata Sanshirō (1981)
- Son Goku: Silk Road o Tobu!! (1982)
- Телефильмы-ежегодники о Люпене Третьем (с 1989 г.)
- Soreike! Anpanman
  - Minami no Umi o Sukae (1990)
  - Kieta Jam Oji-san (1993)
  - Keito no Shiro no Christmas (1995)
- Rayearth: Zokan go (1995)

### OVA
- 2001 Nights (1987)
- Ace wo Nerae! 2: Stage 1-6 (март 1988 г.)
- God mars: The Untold Legend (июнь 1988 г.)
- Lupin III
  - Fuma Ichizoku no Inbou (декабрь 1988 г.)
  - Ikiteita Majustushi (2002)
- Ace wo Nerae!: Final Stage (1989)
- Tengai makyo: Jiraiya Oboro Hen (июль 1990 г.)
- Office Lady Kaizou Kouza (ноябрь 1990 г.)
- Katsugeki Shoujo Tanteidan (декабрь 1990 г.)
- Wizardry (февраль 1991 г.)
- Shizuka Narudon (апрель 1991 г.)
- Ozanari Dungeon (сентябрь 1991 г.)
- Soreike! Anpanman
  - Christmas Da! Minna Atsumare! (ежегодные рождественские выпуски; с 1992 г.)
  - Otanjōbi Series (1995)
- Maps (1994)
- Rayearth (июль 1997 г.)
- B’t X NEO (август 1997 г.)
- Glass no Kamen: Sen no Kamen o Motsu Shoujo (1998)
- Super Mobile Legend Dinagiga (1998)
- Aoyama Gōshō Tanhenshū (1999)
- Karakuri no Kimi (2000)
- Azusa, Otetsudai Shimasu! (2004)
- Hamtaro «Премиум-4» (2002—2004)
- Shin Kyūseishu Densetsu Hokuto no Ken (с 2006 г.)
  - Yuria Den (2007)
  - Toki Den (2008)
- Saint Seiya: The Lost Canvas (2009—2011)
- Yowamushi Pedal (2013)

### Совместное производство
TMS также работала над анимацией для различных неяпонских студий.
- Adventures of the Galaxy Rangers
- Adventures of Sonic the Hedgehog (четырёхсерийный сюжет «Quest for the Chaos Emeralds» и серия «Super Robotnik»)
- Bionic Six
- Cybersix (совместное производство с Канадой на Telecom Animation Film)
- Galaxy High
- The Littles
- Mighty Orbots
- The New Adventures of Zorro
- Reporter Blues (итальянский сериал совместного производства с RAI; из-за показа в Японии некоторые исследователи причисляют его к аниме)
- Soccer Fever (итальянский сериал совместного производства с RAI)
- Sweet Sea
- The Transformers (только серия «Call of the Primitives», остальные серии снимали японская студия Toei Animation и южнокорейская студия AKOM)
- Ulysses 31 (совместное производство с Францией)
- Visionaries: Knights of the Magical Light
- The Wuzzles
- «Американская история 3: Сокровища острова Манхэттен» (фильм, вышедший сразу на носителях в 1998 году)
- «Бэтмен» (1992—1993)
- «Бэтмен будущего: Возвращение Джокера» (фильм, вышедший сразу на носителях в 2000 году, сериал снимали Dong Yang Animation and Koko Enterprises)
- «Великий детектив Холмс» (совместное производства с RAI)
- «Денис-непоседа» (совместно с другими компаниями)
- «Зелёный Фонарь: Первый полёт»[2] (силами Telecom Animation Film[3])
- «Инспектор Гаджет» (только первый сезон; пилотную серию снимала Telecom Animation Film, часть серий анимировали совместно с Wang Film Productions/Cuckoo’s Nest Studios)
- «Лига Справедливости: Гибель» (силами Telecom Animation Film)[4]
- «Настоящие охотники за привидениями» (избранные серии)
- «Новые приключения Бэтмена» (1997—1998) — (пять получасовых серий: «Никогда не бойся», «Болезнь роста», «Скупые сезоны», «Демон внутри» и «За гранью»)
- «Новые приключения Винни-Пуха» (1 сезон и некоторые серии 2 сезона; остальные серии производили Walt Disney Television Australia, Hanho Heung-Up and Wang Film Productions)
- «Озорные анимашки» (в числе других компаний)
  - «Желание Вакко» (фильм, вышедший сразу на носителях в 1999 году)
- «Пинки и Брейн» («Pinky and the Brain Christmas»)
- «Питер Пэн и пираты» (13 серий, остальные серии сняли на разных южнокорейских студиях и Wang Film Productions)
- «Приключения мишек Гамми» (сезоны с 1 по 5-й)
- «Приключения мультяшек» (1990—1992)
  - «Как я провёл каникулы» (полнометражный фильм, вышедший сразу на носителях в 1992 году)
  - Night Ghoulery (специальный телевыпуск 1995 года)
- «Сильвестр и Твити: Загадочные истории» (1 сезон)
- «Супермен»
- «Супермен против Элиты» (силами Telecom Animation Film)[5]
- «Утиные истории» (несколько серий были сняты Telecom Animation Film)
- «Хитклифф» (первый сезон)
- «Человек-паук» 1994 года (совместно с южнокорейской студией)
- «Чип и Дейл спешат на помощь» (1 сезон)
- «Яркая Радуга»

### Прочие работы
TMS также работала по заказу других японских студий.
- Air
- Assemble Insert
- Chiko, Heiress of the Phantom Thief (совместное производство Telecom Animation Film и Bones)
- Ghost in the Shell: S.A.C. Solid State Society
- Macross Frontier
- Romeo x Juliet
- Shikabane Hime
- Soul Eater
- Sword of the Stranger
- The Tigger Movie (силами Telecom Animation Film)
- «Гуррен-Лаганн»
- «Девочка, покорившая время»
- «Принцесса Мононоке»